# Nicoma Park (Oklahoma)
Nicoma Park es una ciudad ubicada en el condado de Oklahoma en el estado estadounidense de Oklahoma. En el año 2010 tenía una población de 	2393 habitantes y una densidad poblacional de 281,53 personas por km².

## Geografía
Nicoma Park se encuentra ubicada en las coordenadas 35°29′29″N 97°19′43″O / 35.49139, -97.32861 (35.491411, -97.328519).

## Demografía
Según la Oficina del Censo en 2000 los ingresos medios por hogar en la localidad eran de $36,190 y los ingresos medios por familia eran $40,345. Los hombres tenían unos ingresos medios de $30,339 frente a los $20,417 para las mujeres. La renta per cápita para la localidad era de $17,801. Alrededor del 10.6% de la población estaban por debajo del umbral de pobreza.